# Monika Bujinski
Monika Bujinski (* 20. Mai 1971 in München) ist eine deutsche Schauspielerin in Film, Fernsehen, und Theater, Sprecherin und Synchronsprecherin.

## Leben und Karriere
Monika Bujinski wurde in München geboren und studierte von 1994 bis 1997 an der Hochschule für Musik und Darstellende Kunst in Salzburg.
1996 wurde sie Nachwuchskulturförderpreis in Deutschland ausgezeichnet.
Engagements führten sie unter anderem zu den Salzburger Festspielen, ans Theater Bern, die Berliner Schaubühne, das Theater Dortmund, das Wiener Hamakom Theater Nestroyhof und ans Theater Rottstraße 5 in Bochum.
Regelmäßig arbeitet sie auch für Film und Fernsehen und wurde zweifach in der NRW-Kritikerumfrage als Beste Schauspielerin genannt. Im Grillo-Theater Essen war sie als Gast in Gustav Ruebs Inszenierung von Ein großer Aufbruch zu erleben, in der aktuellen Saison spielt sie dorthin Samuel Becketts Endspiel mit sowie am Rottstr 5 Theater in Fahrenheit 451
 und Wir, Kinder der Sonne
.
In Film und Fernsehen wurde sie mit ihren Rollen u. a. in Unter uns (1994), Marija (2016), Ein Anderer (2018) und ihrer wiederkehrenden Hauptrolle als Frau Bielmeier in der ARD-Fernsehreihe Ein Krimi aus Passau
bekannt.
Sie lebt in Dortmund und ist seit 2022 im AustroPott:Theater des Dortmunder-U in der Komödie von Mark St. Germain Tanzstunde zu sehen.

## Filmografie (Auswahl)
- 1996: Und keiner weint mir nach (Fernsehfilm)
- 1996: Stockinger (Fernsehserie, 1 Folge)
- 2013: Danni Lowinski (Fernsehserie, 1 Folge)
- 2016: Marija (Fernsehfilm)
- 2018: Schwarzer Regen (Kurzfilm)
- 2018: Glauben, Leben, Sterben – Menschen im Dreißigjährigen Krieg (Miniserie)
- 2018: Ein Anderer (Kinofilm)
- 2020: Marie Brand (Fernsehreihe, 1 Folge)
- 2020: Freund oder Feind. Ein Krimi aus Passau
- 2020: Die Donau ist tief. Ein Krimi aus Passau
- 2020: Unter uns (Fernsehserie, 2 Folgen)
- 2022: Frühling (Fernsehreihe, 1 Folge)
- 2022: Invasive Memories (Kinofilm)
- 2024: Zeit zu beten. Ein Krimi aus Passau

## Theater (Auswahl)
Salzburger Festspiele (1996)
- Der Alpenkönig und der Menschenfeind (Regie: Peter Stein)

Stadttheater Bern (1997–1999)
- Das Spiel von Liebe und Zufall  (Regie: Felix Prader)

Schaubühne, Berlin (1998–1999)
- Samstag, Sonntag, Montag (Regie: Felix Prader)

Theater Dortmund (1999–2010)
- Odyssee (Regie: Michael Gruner)
- Hausputz (Regie: Barbara Schulte)
- Woman and Scarecrow(Regie: Patricia Benecke)
- Einsame Menschen (Regie: Harald Clemen)[12]
- Der Tod und das Mädchen (Regie: Barbara Schulte)
- Phaidras Liebe (Regie: Uwe Hergenröder)
- Buddenbrooks (Regie: Hermann Schmidt-Rahmer)
- Die Frau von früher (Regie: Hermann Schmidt-Rahmer)
- Frau Linde Nora (Regie: Michael Gruner)
- Das Fest (Regie: B. C. Kosminski)
- Amphitrion (Regie: Hermann Schmidt-Rahmer)
- Das Leben ist ein Traum (Regie: Michael Gruner)
- Cosmologies (Regie: Hermann Schmidt-Rahmer)
- Dracula (Regie: Hermann Schmidt-Rahmer)

Nestroyhof Hamakom, Wien (2010)
- Nordost (Regie: Barbara Schulte)

Theater Rottstr. 5, Bochum 2016–2023

- Die Glasmenagerie (Regie: Ragna Guderian)
- Fahrenheit 451 (Regie: Marco Massafra)
- Kinder der Sonne (Regie: Alex Ritte)

Grillo-Theater Essen (2018–2023)
- Ein großer Aufbruch (Regie: Gustav Rueb)[14]
- Endspiel (Regie: Gustav Rueb)

austropott Theater im U Dortmund 2019–2023
- Der Gott des Gemetzels (Regie: Michael Kamp)
- Das Abschiedsdinner (Regie: Michael Kamp)

## Auszeichnungen
- 1996: Nachwuchskulturförderpreis (Deutschland) – Auszeichnung
- 2002: Beste Schauspielerin NRW-Kritikerumfrage (Deutschland) – Nominierung
- 2006: Beste Schauspielerin NRW-Kritikerumfrage (Deutschland) – Nominierung
- 2018: Best Actor Mindfield-Filmfestival (Vereinigte Staaten von Amerika) – Auszeichnung
- 2019: Southern Shorts Award 2019, Award of Excellence Acting „Halcyon Days“